# Acanthochitona granostriata
Acanthochitona granostriata is een keverslakkensoort uit de familie van de Acanthochitonidae. De wetenschappelijke naam van de soort werd in 1894 voor het eerst geldig gepubliceerd door Henry Augustus Pilsbry.